# The Better Half-Dozen
The Better Half-Dozen was een Amerikaanse garagerockband, opgericht in New Orleans, Louisiana in 1966. De band speelde op lokale hogescholen, middelbare scholen en clubs in New Orleans en omliggende steden en staten. Ze brachten een 45" single uit met 2 originelen genaamd I'm Gonna Leave You en I Could Have Loved Her, die ondanks onvoldoende promotie een klassieke garagerock-opname is gebleven.

## Bezetting
- John D'Antoni (basgitaar, achtergrondzang)
- Ted Genter (keyboards)
- Tommy Hardtagen (drums)
- Mike 'Mange' Mangiapane (leadgitaar, achtergrondzang)
- Ed 'Eddie' McNamara (ritmegitaar, achtergrondzang)
- Ricky Moore (drums)
- Frank Maier

## Geschiedenis
De band kwam oorspronkelijk uit 1965 als een band die bekend stond als The Avantis en omvatte de oprichtende leden John D'Antoni, Ted Genter, Tommy Hardtegen, Mike 'Mange' Mangiapane, Ed 'Eddie' McNamara en Steve Sklamba. Oefenend thuis, wisselde de band de drummer toen dagloner-muzikant Rickey Moore regionale bekendheid verwierf door het spelen in New Orleans-gebaseerde bands The Coachmen en later The Zoofs. Na het afstuderen aan de middelbare school (behalve Rickey die jonger was dan de andere bandleden), besloten de band en hun manager Steve Montagnet de naam van de band op te geven en zichzelf The Better Half-Dozen te noemen, een toespeling op de zes leden van de band. Begonnen als de openingsact voor de andere Louisiana-band The Basement Wall, werd The Better Half-Dozen een populaire live-attractie in New Orleans en Baton Rouge, met een setlist met voornamelijk covers van Britse en andere Top 40-hits.
In oktober 1966 financierde Montagnet, die via zijn organisatie bekend als Splendor Enterprises live shows had gepromoot, de opnamen van twee originele deuntjes in de studio van Cosimo Matassa. De band bracht hun debuutsingle uit bij het U-DOE-platenlabel, met de oorspronkelijke nummers I'm Gonna Leave You en I Could Have Loved Her. Ondanks onbeduidende berichtgeving en slechts 500 exemplaren die werden uitgebracht, werden de nummers zelf immens populair onder de tienerfanbase, toen The Better Half-Dozen ze introduceerden in hun live repertoire.
De explosie van de Britse invasie halverwege de jaren 1960 had een enorm effect op garagebands, waaronder The Better Half-Dozen. Als commentaar op het geluid van de band zei Moore in een interview: "In die tijd waren er in feite twee soorten witte bands. Er waren bands in oudere stijl die hoorns en koperblazers gebruikten, en er waren meer bands in moderne stijl, zoals The Beatles". Voordat de band in 1968 uit elkaar ging, namen ze de twee covers Mister, You're a Better Man Than I van The Yardbirds en Transparent Day van de West Coast Pop Art Experimental Band op. Deze covers werden nooit uitgebracht. Beide nummers van de band zijn te horen op Louisiana Punk Groups from the 60s, Volume 1 en Sixties Archives, Volume 3.